# Marie-Claire Caron-Harant
Marie-Claire Caron-Harant (née le 31 mars 1945 à Moreuil) est une footballeuse internationale française, qui joue au poste d'attaquante.

## Biographie
Elle évolue en club au Stade de Reims dès la création de l'équipe féminine en 1968.
Le 17 avril 1971, elle participe à la rencontre amicale France-Pays-Bas à Hazebrouck (Hauts-de-France), marquant un but. Plus tard, ce match sera reconnu par la FFF puis plus tardivement par la FIFA comme le premier match international officiel du football féminin,.
| Sélections de Marie-Claire Caron-Harant | Sélections de Marie-Claire Caron-Harant | Sélections de Marie-Claire Caron-Harant | Sélections de Marie-Claire Caron-Harant | Sélections de Marie-Claire Caron-Harant | Sélections de Marie-Claire Caron-Harant | Sélections de Marie-Claire Caron-Harant | Sélections de Marie-Claire Caron-Harant | Sélections de Marie-Claire Caron-Harant |
| Sel.                                    | Date                                    | Lieu                                    | Adversaire                              | Résultat                                | Compétition                             | Temps de jeu                            | Temps de jeu                            | But                                     |
| --------------------------------------- | --------------------------------------- | --------------------------------------- | --------------------------------------- | --------------------------------------- | --------------------------------------- | --------------------------------------- | --------------------------------------- | --------------------------------------- |
| 1er                                     | 17 avril 1971                           | Hazebrouck, France                      | Pays-Bas                                | 4-0                                     | Match amical                            | entrée en jeu                           | 39 min                                  | 1                                       |